# جايسون سيمون
جايسون سيمون هو لاعب هوكي الجليد كندي، ولد في 21 مارس عام 1969، في سارنيا في كندا.

## وصلات خارجية
- جايسون سيمون على موقع دوري الهوكي الوطني (الإنجليزية)
- جايسون سيمون على موقع قاعة مشاهير الهوكي (لاعب أن.إتش.أل) (الإنجليزية)
- جايسون سيمون على موقع EliteProspects.com (الإنجليزية)
- جايسون سيمون على موقع HockeyDB.com (الإنجليزية)
- جايسون سيمون على موقع Hockey-Reference.com (الإنجليزية)